# Iasses

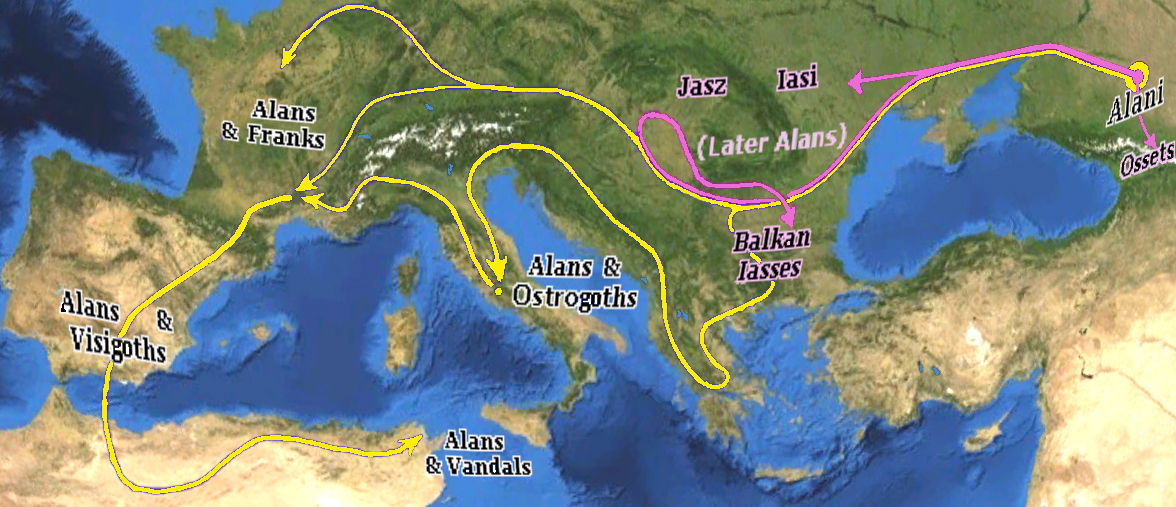
Principales migrations des Alains dans l'Antiquité tardive (jaune) et le Haut Moyen Âge (rose, dont les Iasses).

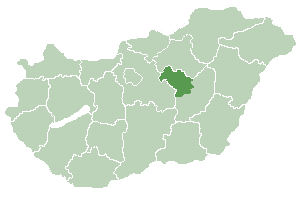
Le pays iasse (Jászság) en Hongrie.

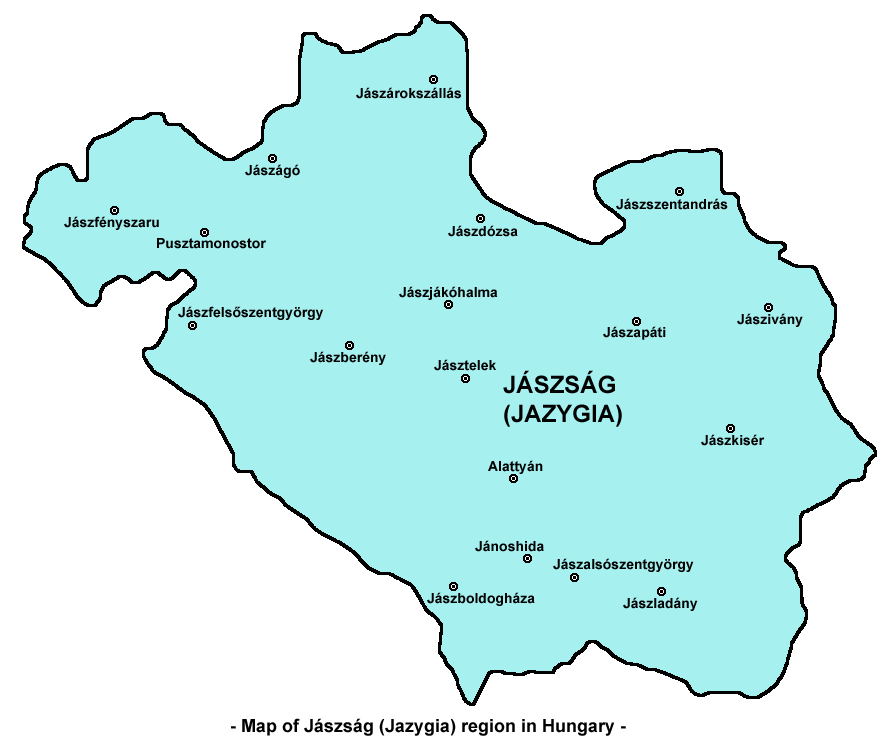
Collectivités du pays iasse de Hongrie.

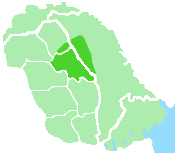
Le „pays iasse” (Ținutul Iașilor) au XIVe siècle en Moldavie (frontières actuelles en blanc).

Les Iasses (hongrois Jászok ; roumain Iași) sont des mercenaires alains signalés au XIIIe siècle en Europe orientale, dans le royaume de Hongrie et ses marches moldaves.

## En Hongrie et Moldavie
Un comté leur est octroyé par le roi Béla IV à l'est de Buda autour de Jászberény : le Jászság ainsi que dans la marche orientale de Moldavie, où la capitale de leur comté, Aski, apparaît sous le nom de Civitas Iassiorum, en roumain Iași,,. Probablement peu nombreux, ils y sont rapidement assimilés aux populations locales et se fondent parmi les Hongrois ou les Roumains,.
Initialement adeptes d'une ou plusieurs divinités du feu et du soleil, les Iasses étaient devenus chrétiens byzantins, ce qui, en l'espace d'un siècle, a favorisé leur assimilation culturelle aux populations chrétiennes voisines : en Moldavie, ils ne sont plus mentionnés après le règne du voïvode Bogdan en 1342, et en Hongrie, une église franciscaine est érigée à Jászberény en 1474 afin de les convertir au catholicisme.

## Origine caucasienne
Les Ossètes du Caucase, jadis appelés Osses ou Asses, sont de proches parents des anciens Iasses, car eux aussi descendent des Alains. Comme les Scythes de l'Antiquité, les Alains étaient de langue iranienne.